# Global Earth Observing System of Systems
Global Earth Observing System of Systems (GEOSS) ist eine Initiative der ad hoc intergovernmental Group on Earth Observations (ad hoc GEO), um bei der Erdbeobachtung enger miteinander zu kooperieren. Das Programm wurde 2005 in Brüssel von etwa 40 Staaten beschlossen und hat eine Laufzeit von zehn Jahren bis 2015.

## Geschichte
Die Einrichtung geht auf einen Beschluss der G 8-Staaten auf dem Treffen im Jahr 2003 in Evian zurück (Aktionsplan zur Entwicklung sauberer, nachhaltiger und effizienter Technologien für nachhaltige Entwicklung). Der Erdbeobachtungsgipfel am 31. Juli 2003 schloss mit der Washington-Declaration.
Die Europäische Kommission ergänzt die Vereinigung durch die europäischen Programme Global Monitoring for Environment and Security und Infrastructure for Spatial Information in the European Community.
2010 waren bereits 81 Staaten und 58 Organisationen weltweit beteiligt.
Februar 2013 wurde im GEO-Portal ein Atlas der erneuerbaren Energien veröffentlicht, in Zusammenarbeit mit IRENA, der Internationalen Organisation für Erneuerbare Energien.

## Aufgaben
Zweck ist es, dem Wohl von Mensch und Umwelt zu dienen. Dazu definiert das Programm die Ziele:
- Verringerung von Verlusten bei Katastrophen
- Erforschung der Umweltfaktoren, die die Gesundheit des Menschen beeinträchtigen können
- Verbesserung des Umgangs mit der zur Verfügung stehenden Energie
- Erforschung der Klimaentwicklung (Treibhausgase wie CO2 in der Atmosphäre)
- Erforschung des Wasserkreislaufs und Verbesserung des Umgangs mit Wasser
- Verbesserung der Wetterbeobachtung und -vorhersage
- Erforschung und Schutz von Ökosystemen/(Biome) auf dem Land, an Küsten und in Meeren
- Beobachtung und Schutz der biologischen Artenvielfalt.[2]

Die Ziele möchte GEOSS erreichen durch:
- die Analyse und Definition von gemeinsamer Benutzeranforderungen
- die Gewinnung von Erd-Beobachtungsdaten
- die Aufarbeiten von Beobachtungsdaten
- den Austausch von Daten
- Qualitätskontrolle.

Beispielsweise sollen offene Standards festgelegt und eingehalten werden, wodurch sich die Verarbeitung, Archivierung und der Austausch von Satellitenfotos vereinfacht.
- Das Unterprogramm Global Geodetic Observing System (GGOS) befasst sich mit der hochgenauen Vermessung der Erde.
- Das Global Ocean Observing System (GOOS) sammelt mittels Messbojen Daten für die Meeresforschung sowie für die Klimaforschung.

## Nationales
- In Deutschland ist auch das Bundesministerium für Verkehr, Bau und Stadtentwicklung eingebunden.[1]
- Auch Österreich ist eingebunden, das Projekt wird an der ZAMG betreut (GEO-Sekretariat).
- In der Schweiz ist das Bundesamt für Umwelt beteiligt. Der Bundesrat genehmigte das Mandat für die Schweiz am 27. Oktober 2010.[2]
- In Japan ist die Japan Agency for Marine Earth Science and Technology zuständig.